# Archivum Bobiense
Archivum Bobiense è una rivista scientifica a carattere storico, con cadenza annuale, degli Archivi Storici Bobbiesii, in seguito ridenominati Archivi Storici Diocesani di Piacenza-Bobbio, Sezione di Bobbio. La rivista è stata fondata nel 1979 e diretta fino agli anni novanta dallo studioso Michele Tosi (Tosi si era occupato anche della nota rivista storica bobbiense poi sostituita dall'Archivum, Columba).
Volta ad approfondire la storia di Bobbio e del suo territorio, presenta anche rilevanti studi sul monachesimo colombaniano e benedettino e su tutto il medioevo fino in epoche più recenti. La rivista organizza congressi internazionali ed è collegata a vari atenei universitari. Essa si avvale di un comitato scientifico che si compone di vari esperti del settore del mondo universitario.
La rivista ha una cadenza annuale di pubblicazione, ed inoltre vi è la pubblicazione periodica della collana "Studia".
Dal 1996 al 2019 il direttore è stato il Prof. Flavio Giuseppe Nuvolone, dell'Università di Friburgo.
Dal 2020 è subentrato come direttore responsabile don Aldo Maggi e come direttore scientifico la prof. Eleonora Destefanis, dell'Università del Piemonte Orientale.
Dal 2023 la Rivista ha assunto una nuova organizzazione editoriale e ha adottato specifiche procedure di revisione e accertamento delle caratteristiche scientifiche dei saggi pubblicati.